# Taras Vonjarcha
Taras Vasyl'ovyč Vonjarcha (in ucraino Тарас Васильович Вонярха?; 15 giugno 1971) è un allenatore di calcio a 5 ed ex giocatore di calcio a 5 ucraino.

## Carriera
Con la nazionale maschile di calcio a 5 dell'Ucraina ha disputato l'European Futsal Tournament 1996 concuso al quinto posto. Nello stesso anno ha partecipato, da capitano, anche al FIFA Futsal World Championship 1996 in cui la selezione est-europea, al debutto nella competizione, è giunta fino alle semifinali, venendo in seguito sconfitta anche nella finalina dalla Russia. A livello di club ha giocato nei campionati ucraino, russo e moldavo.